# 碧川企救男
碧川 企救男（みどりかわ きくお、明治10年（1877年）4月27日） - 昭和9年（1934年）4月12日）は日本のジャーナリスト。
婦人運動家碧川かたの夫、映画カメラマン碧川道夫の父。

## 経歴
福岡県企救郡小倉町（後の小倉市、その後北九州市小倉区を経て現在は分区により小倉北区）に長崎裁判所小倉区裁判所長碧川真澄、みねの二男として生まれた。父真澄は、もと伊予新谷藩の下級武士。
米子の角盤高等小学校、鳥取中学（現在の鳥取西高等学校）を経て東京専門学校英語政治科（現在の早稲田大学）を卒業。北海道集治監釧路分監出張所（現在の網走刑務所）に行き、そこで一年間生活をした
明治35年（1902年）『小樽新聞』の論説記者になる。北海の地に横行した財閥の土地収奪や、囚人を駆り立て、鉄道線路敷設を強行して、多くの凍死者を続出させた極悪非道な、監獄部屋人夫の惨、先住アイヌの追い立ての残酷さを主題に、鋭くメスを入れ、為政者の猛省を促し、世論喚起を図った。同僚に宮原晃一郎がおり、また「小樽日報」に勤務していた石川啄木とも交流があった、
大正13年（1924年）小樽高商に始まる軍事教練制度が発令されると、全国の新聞に反対運動のキャンペーンを開始し、ついには北海道から追放された。
昭和9年（1934年）4月12日）56歳で亡くなった。

## 家族
- 妻 かた（鳥取藩士（城代家老）和田邦之助の娘）
- 長男 道夫（映画カメラマン）
- 長女 澄子
- 二女 国枝
- 三女 芳子（映画監督内田吐夢の妻）
- 四女 清

## 関連
- 石川啄木
- 幸徳秋水
- 小林多喜二